# Kip Gamblin
Kip Gamblin (ur. 5 lipca 1975 w Sydney, w Nowej Południowej Walii) – australijski tancerz baletowy i aktor.

## Życiorys

### Kariera
Rozpoczął naukę jako tancerz w The McDonald College of Performing Arts w Sydney i ukończył Australian Ballet School w Melbourne. Występował z Australian Ballet, West Australian Ballet i Sydney Dance Company (1994 i 2002), wśród wielu przedstawień baletowych miał główne role w Paquita Mariusa Petipy i Le Corsaire. W 2000 roku został wybrany jako jedyny tancerz do wykonania prezentacji podczas australijskiego tournée Barbry Streisand.
Od stycznia 2003 r. do listopada 2005 grał rolę Scotta Huntera w australijskiej telenoweli Zatoka serc, za którą zdobył nagrodę Logie dla Najbardziej Popularnego Nowego Męskiego Talentu w 2004 roku.

### Życie prywatne
Gamblin jest żonaty z tancerką Linda Ridgway, mają dwóch synów.

## Wybrana filmografia
- 1999: Kick jako Roland
- 2001: Moulin Rouge! jako latynoski tancerz
- 2001: Zatoka serc (Home and Away) jako Patrick Curl
- 2003–2005: Zatoka serc (Home and Away) jako Scott Hunter
- 2006: Szpital Holby City (Holby City) jako Greg Fallon
- 2006–2008: Na sygnale (Casualty) jako Greg Fallon
- 2008–2009: Cena życia (All Saints) jako dr Adam Rossi
- 2013–2014: Sąsiedzi (Neighbours) jako Brad Willis